# Hemarthria
Hemarthria es un género de plantas herbáceas de la familia de las poáceas. Es originario África tropical, Madagascar, Asia Oriental, región Indomalaya y Australia.

## Descripción
Son plantas perennes. Tallo generalmente ramificado. Hojas con lígula representadas por una fila de pelos; las más superiores espatiformes. Inflorescencias axilares o terminales, espiciformes, con raquis marcadamente excavado, con 2 espiguillas por nudo, una sentada (inferior) y alojada en la excavación del raquis, la otra pedunculada (superior) con pedúnculo soldado con la parte externa de uno de los márgenes de la concavidad. Espiguillas no articuladas, comprimidas dorsiventralmente, con 2 flores, la inferior reducida a una lema membranosa, la superior hermafrodita. Glumas 2, la superior de la espiguilla inferior de cada nudo, semimembranosa, soldada parcialmente con la concavidad del raquis, la inferior de la espiguilla inferior y las 2 de la espiguilla superior de cada nudo, coriáceas y con numerosos nervios. Lemas y páleas membranosas, hialinas. Lodículas glabras. Androceo con 3 estambres. Cariopsis con embrión de más de 1/2 de su longitud.

## Taxonomía
El género fue descrito por Robert Brown y publicado en Prodromus Florae Novae Hollandiae 207. 1810. La especie tipo es: Hemarthria compressa R.Br.
Etimología
El nombre del género deriva de las palabras griegas hemi (la mitad) y arthron (conjunta), refiriéndose a las articulaciones de la inflorescencia (entrenudos), que son ahuecados.
Citología
Número de la base del cromosoma,x = 9, o 10. 2n = 18 o 20 (18 +2 B), o 36, o 54. 2, 4, y 6, ploid (y aneuploides). Cromosomas "pequeños".

## Especies
- Hemarthria altissima (Poir.) Stapf & C.E.Hubb.
- Hemarthria capensis Trin.
- Hemarthria caudiculata Steud.
- Hemarthria compressa R.Br.
- Hemarthria coromandelina Steud.
- Hemarthria humilis[4][5]